# خرووستوو
خرووستوو (به چکی: Chroustov) یک منطقهٔ مسکونی در جمهوری چک است که در ناحیه نیمبورک واقع شده‌است. خرووستوو ۷٫۴۴ کیلومتر مربع مساحت و ۲۲۵ نفر جمعیت دارد.